# Cuenca del río Elqui
La cuenca del río Elqui es el espacio natural comprendido por la cuenca hidrográfica del río Elqui. Este espacio coincide casi totalmente con el espacio administrativo homónimo definido en el inventario de cuencas de Chile con el número 043 que se extiende desde la divisoria de las aguas en la cordillera de los Andes hasta su desembocadura en el océano Pacífico. Se subdivide en 4 subcuencas y 26 subsubcuencas con un total de 9829 km².
En el inventario de cuencas de Chile (DARH) se le asigna el código 0403.
La subsubcuenca 043-35, que es la quebrada Chancay, cuyo límite occidental es el océano Pacífico, también pertenece al ítem administrativo 043 "Cuenca del río Elqui", pero no está conectado con la cuenca hidrográfica del río Elqui. La quebrada de Chancay, y otras, tienen su propia desembocadura al océano Pacífico. En el inventario DARH se le asigna un ítem separado, el 0402.
A partir de los años 70 se ha ampliado el concepto de cuenca hasta entender, ya en los primeros años del siglo XXI, una cuenca hidrográfica en lo que respecta a su definición espacial y funcional, como la unidad geopolítica y socioeconómica más apropiada y racional para el desarrollo integrado de los recursos de tierras y aguas asociados a la vegetación y en conjunto con los usuarios de nivel local y regional.: 17 
| BNA                                   | DARH                                   |
|                                       |                                        |
| Cuenca número 043 del inventario BNA. | Cuencas DARH en la Región de Coquimbo. |

Obsérvese la diferencia en la desembocadura de las cuencas 043 BNA y 0403 DARH. La primera incluye la quebrada de Chancay, la segunda la inscribe en la cuenca del norte.

## Límites y relieve

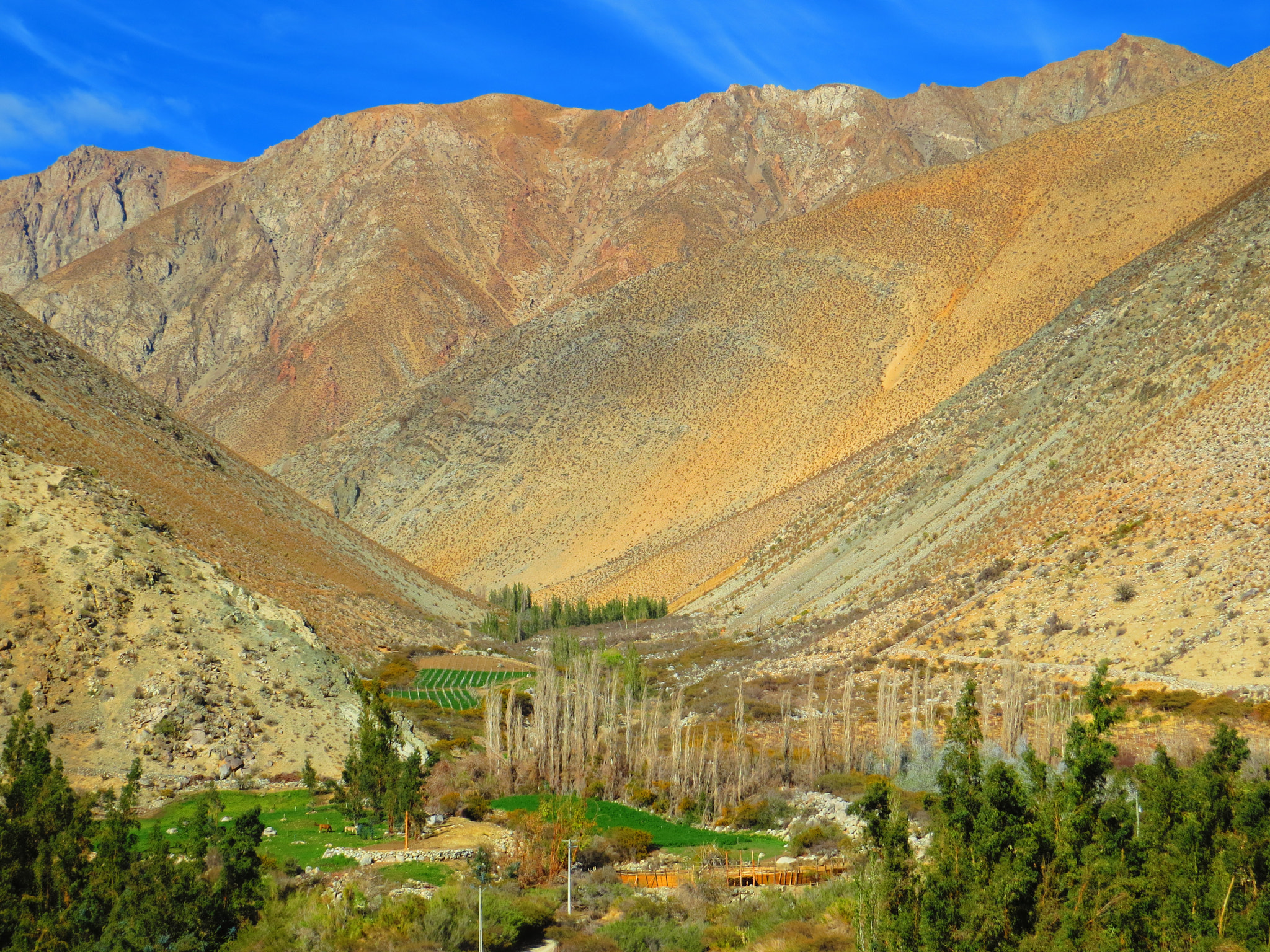
Mirador en Cochiguaz.

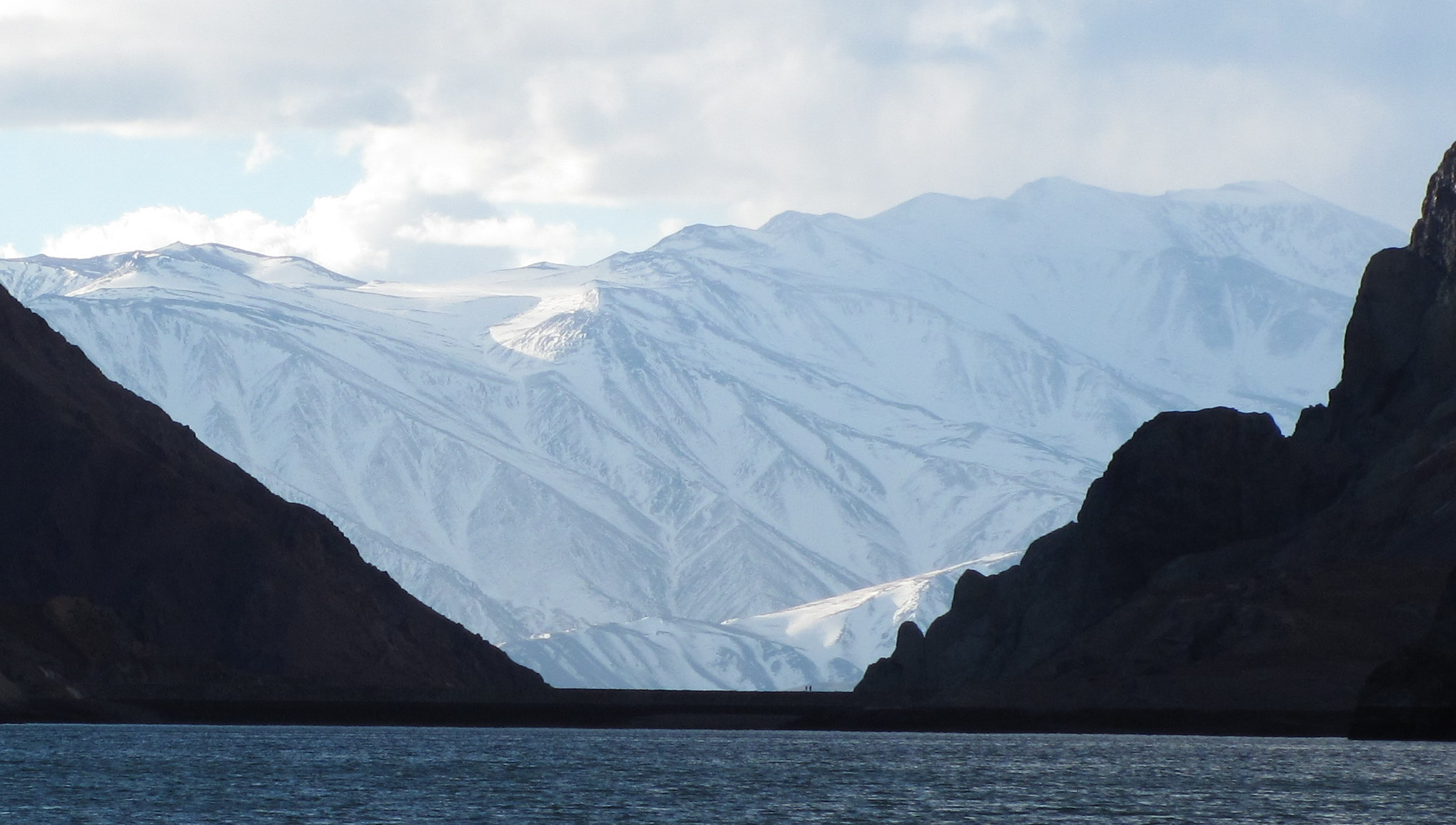
Glaciar La Laguna.

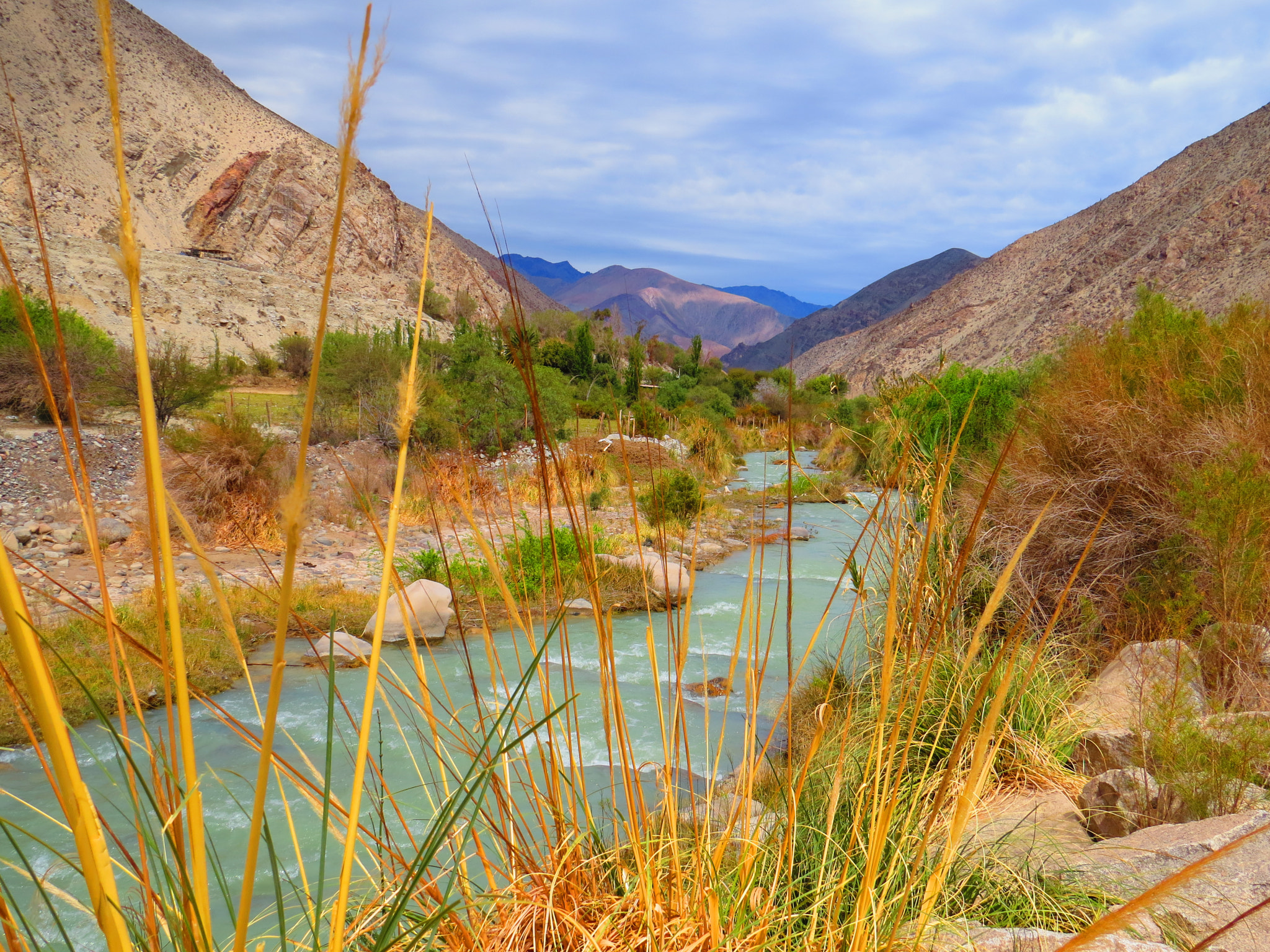
Río Verde en Elqui.

Sus límites son al norte la quebrada Honda (ítem 042), y siguiendo en el sentido de los punteros del reloj, la cuenca de la quebrada Los Choros y otras del ítem 041, y la cuenca del río Huasco. Al oriente limita con las cuencas transandinas del Río de los Patos de la cuenca del río Desaguadero (Argentina). Al sur limita con la cuenca del río Limarí y al sur de su desembocadura con la quebrada Lagunillas del ítem 044.
Sus extremos alcanzan las coordenadas geográficas 29°10′ S, 32°10′S, 71°30′W y 70°15′ O.
La "región del complejo montañoso andino-costero" o valles transversales, donde se ubica la hoya del río Elqui, son estribaciones andinas que alcanzan la cordillera de la Costa e interrumpen la depresión intermedia de Chile formando a su vez las cuencas de los ríos Elqui, Limarí, Choapa, Quilimarí, Petorca, La Ligua y finalmente la cuenca del río Aconcagua.: 39-  Se trata de una región caracterizada por estos valles transversales que van de este a oeste y que han sido formados por las corrientes de agua que bajan de la cordillera de Los Andes.: 12  A medida que se viaja hacia el sur, aumentan las precipitaciones y disminuyen las distancias entre los grandes ríos: entre el Copiapó y el Huasco hay 145 km, entre el Huasco y el Elqui 165 km, entre el Elqui y el Limarí 60 km, 90 km del Limarí al Choapa y del Choapa al Petorca - La Ligua y estos últimos solo 60 km del río Aconcagua.: 16 

## Población y regiones
La cuenca comprende la provincia de Elqui de la Región de Coquimbo, en particular las comunas de La Serena, Coquimbo, Andacollo, La Higuera, Paihuano y Vicuña. Su superficie alcanza las 980.059 Ha equivalentes al 24% de la Región.: 16 
Las ciudades emplazadas en la cuenca corresponden a La Serena (capital regional) y Vicuña. Entre las localidades pobladas de mayor importancia según el número de habitantes, se pueden mencionar las siguientes:
| Nombre         | Población total en 2002 | Población urbana en 2002 | Cauces asociados    |
| -------------- | ----------------------- | ------------------------ | ------------------- |
| La Serena      | 160.148                 | 147.815                  | Río Elqui           |
| Vicuña         | 24.010                  | 12.910                   | Río Elqui           |
| Andacollo      | 10.288                  | 9.444                    | Río Elqui           |
| Paihuano       | 4.168                   | 0                        | Río Claro o Derecho |
| Pan de Azúcar* | 1.232                   | ND                       | Río Elqui           |
| El Tambo*      | 1.203                   | ND                       | Río Elqui           |
| Rivadavia*     | 970                     | ND                       | Río Elqui           |
| Algarrobito*   | 840                     | ND                       | Río Elqui           |
| Elqui*         | 562                     | ND                       | Río Claro o Derecho |

- ND : Sin información.

## Subdivisiones
La Dirección General de Aguas subdivide o reúne las cuencas de Chile acorde a las necesidades de estudio y gestión. Existen dos inventarios que han logrado ser aceptados como principales, el inventario de cuencas del Banco Nacional de Aguas (BNA) de 1978, de mayor uso, y el inventario de cuencas del Departamento de Administración de Recursos Hídricos (DARH) de 2014 de mejor cartografía que ha obligado a redefinir algunos límites, a veces con cambios mayores, pero también por algunas redefiniciones del concepto de subcuenca.
Bajo el BNA el código del ítem es 043 y con el DARH es 0403.
La subdivisión del BNA es como sigue:
| Sub- cuenca   | Subsub- cuenca | Aguas                                                                            | Área drenaje km² |
| ------------- | -------------- | -------------------------------------------------------------------------------- | ---------------- |
| 043 Río Elqui |                |                                                                                  |                  |
| 0430          | 04300          | Río La Laguna en desagüe La Laguna                                               | 567              |
| 0430          | 04301          | Río La Laguna entre desagüe La Laguna y Río Toro                                 | 442              |
| 0430          | 04302          | Río Toro                                                                         | 488              |
| 0430          | 04303          | Río Turbio entre Río Toro y Río Incahuas                                         | 236              |
| 0430          | 04304          | Río Incahuas                                                                     | 470              |
| 0430          | 04305          | Río Turbio entre Río Incahuas y Estero Huanta                                    | 371              |
| 0430          | 04306          | Río Turbio Arriba Junta Estero Huanta y Quebrada del Calvario                    | 390              |
| 0430          | 04307          | Quebrada del Calvario                                                            | 895              |
| 0430          | 04308          | Río Turbio Entre Quebrada del Calvario y Río Elqui                               | 297              |
| 0431          | 04310          | Río Derecho Hasta Quebrada Cogua                                                 | 429              |
| 0431          | 04311          | Río Derecho Entre Quebrada Cogua y Río Cochiguas                                 | 112              |
| 0431          | 04312          | Río Cochiguas Hasta Quebrada Chañar                                              | 453              |
| 0431          | 04313          | Río Cochiguas Entre Bajo Quebrada Chañar y Río Claro                             | 255              |
| 0431          | 04314          | Río Claro entre Río Cochiguas y Río Elqui                                        | 275              |
| 0432          | 04320          | Río Elqui Entre Junta Ríos Turbio y Claro y Bajo Quebrada de Leiva (Vicuña)      | 327              |
| 0432          | 04321          | Río Elqui Entre Quebrada de Leiva y Bajo Quebrada San Carlos                     | 275              |
| 0432          | 04322          | Quebrada San Carlos                                                              | 256              |
| 0432          | 04323          | Río Elqui Entre Quebrada San Carlos y Quebrada Marquesa                          | 164              |
| 0432          | 04324          | Quebrada Marquesa Hasta Bajo Junta Quebrada Chiquero                             | 397              |
| 0432          | 04325          | Quebrada Marquesa Entre Quebrada Chiquero y Río Elqui                            | 320              |
| 0433          | 04330          | Quebrada El Arrayan                                                              | 558              |
| 0433          | 04331          | Río Elqui Entre Quebrada Marquesa y Quebrada Santa Gracia                        | 371              |
| 0433          | 04332          | Quebrada Potrerillos                                                             | 282              |
| 0433          | 04333          | Quebrada San Antonio                                                             | 414              |
| 0433          | 04334          | Quebrada Santa Gracia Entre Junta Quebradas Potrerillos, San Antonio y Río Elqui | 381              |
| 0433          | 04335          | Río Elqui Entre Quebrada Santa Gracia y Desembocadura                            | 404              |
| Totales:      |                |                                                                                  |                  |
| 4             | 26             | Región: IV (100%) / Tipo: Exorreica / Desemb.: O. Pacífico                       | 9829 km²         |

La disposición de cuencas en el inventario DARH es la siguiente:
| Código      | Nombre                                                                          | Código en mapa   | Tipología de cuenca | Vertiente de cuenca | Origen de cuenca | Temperatura media anual (C°) | Temperatura máxima (C°) | Temperatura mínima (C°) | Precipitación anual (mm) | Número de estaciones fluviométricas | Número de estaciones pluviométricas | Área (km²)       |
| ----------- | ------------------------------------------------------------------------------- | ---------------- | ------------------- | ------------------- | ---------------- | ---------------------------- | ----------------------- | ----------------------- | ------------------------ | ----------------------------------- | ----------------------------------- | ---------------- |
| 0403        | Cuenca Río Elqui                                                                | Cuenca Río Elqui | Cuenca Río Elqui    | Cuenca Río Elqui    | Cuenca Río Elqui | Cuenca Río Elqui             | Cuenca Río Elqui        | Cuenca Río Elqui        | Cuenca Río Elqui         | Cuenca Río Elqui                    | Cuenca Río Elqui                    | Cuenca Río Elqui |
| 04030000    | Río Turbio entre Quebrada del Calvarío y Río Elqui                              | 11               | Exorreica           | Pacífico            | Pluvial          | 6.8                          | 17.5                    | -3.3                    | 84.2                     | 1                                   | 1                                   | 269.5            |
| 0403000000  | Quebrada Calvario                                                               | 12               | Exorreica           | Pacífico            | Pluvial          | 2.9                          | 13.2                    | -6.7                    | 101.4                    | 0                                   | 0                                   | 933.3            |
| 0403000001  | Río Turbio entre Quebrada del Toro y junta Quebrada Calvario                    | 13               | Exorreica           | Pacífico            | Pluvial          | 2.6                          | 13.6                    | -7.5                    | 117.4                    | 4                                   | 2                                   | 1175.2           |
| 04030000010 | Estero Guanta                                                                   | 14               | Exorreica           | Pacífico            | Pluvial          | 1.2                          | 11.8                    | -8.6                    | 124.1                    | 0                                   | 0                                   | 271.7            |
| 04030000011 | Río del Toro                                                                    | 15               | Exorreica           | Pacífico            | Pluvial          | 0.6                          | 11.5                    | -9.4                    | 134.2                    | 5                                   | 3                                   | 468.1            |
| 04030000012 | Río La Laguna entre desagüe La Laguna y Río Toro                                | 16               | Exorreica           | Pacífico            | Pluvial          | -0.2                         | 10.9                    | -10.4                   | 154.0                    | 3                                   | 4                                   | 1006.0           |
| 04030100    | Río Claro entre Río Cochiguaz y Río Elqui                                       | 17               | Exorreica           | Pacífico            | Pluvial          | 5.8                          | 16.6                    | -4.4                    | 98.8                     | 2                                   | 1                                   | 265.3            |
| 0403010000  | Río Claro o Derecho hasta junta Río Cochiguaz                                   | 18               | Exorreica           | Pacífico            | Pluvial          | 3.0                          | 14.0                    | -7.0                    | 127.6                    | 1                                   | 3                                   | 539.4            |
| 0403010001  | Río Cochiguaz                                                                   | 19               | Exorreica           | Pacífico            | Pluvial          | 2.0                          | 13.0                    | -8.1                    | 135.5                    | 1                                   | 1                                   | 708.7            |
| 04030200    | Embalse Puclaro                                                                 | 20               | Exorreica           | Pacífico            | Pluvial          | 13.1                         | 23.4                    | 3.5                     | 78.3                     | 1                                   | 1                                   | 83.2             |
| 0403020000  | Río Elqui desde junta Río Claro hasta Embalse Puclaro                           | 21               | Exorreica           | Pacífico            | Pluvial          | 10.5                         | 21.2                    | 0.5                     | 80.2                     | 2                                   | 1                                   | 595.5            |
| 0403020001  | Quebrada San Carlos                                                             | 22               | Exorreica           | Pacífico            | Pluvial          | 9.6                          | 20.3                    | -0.3                    | 88.4                     | 0                                   | 1                                   | 260.4            |
| 04030300    | Río Elqui desde Embalse Puclaro hasta Desembocadura                             | 23               | Exorreica           | Pacífico            | Pluvial          | 14.2                         | 23.3                    | 5.7                     | 84.9                     | 3                                   | 1                                   | 446.6            |
| 0403030000  | Quebrada Santa Gracia entre junta Quebradas Potrerillos-San Antonio y Río Elqui | 24               | Exorreica           | Pacífico            | Pluvial          | 13.9                         | 22.9                    | 5.6                     | 80.0                     | 0                                   | 1                                   | 392.5            |
| 04030300000 | Quebrada San Antonio                                                            | 25               | Exorreica           | Pacífico            | Pluvial          | 10.6                         | 20.8                    | 1.2                     | 68.7                     | 0                                   | 0                                   | 396.4            |
| 04030300001 | Quebrada Potrerillos                                                            | 26               | Exorreica           | Pacífico            | Pluvial          | 11.8                         | 21.8                    | 2.7                     | 69.8                     | 0                                   | 0                                   | 294.8            |
| 0403030001  | Quebrada Marquesa hasta junta Río Elqui                                         | 27               | Exorreica           | Pacífico            | Pluvial          | 9.3                          | 19.6                    | -0.3                    | 73.8                     | 0                                   | 0                                   | 562.5            |
| 04030300010 | Quebrada Las Canas                                                              | 28               | Exorreica           | Pacífico            | Pluvial          | 10.4                         | 20.8                    | 0.8                     | 75.7                     | 0                                   | 0                                   | 174.2            |
| 0403030002  | Quebrada El Arrayan                                                             | 29               | Exorreica           | Pacífico            | Pluvial          | 12.3                         | 22.4                    | 2.9                     | 89.3                     | 0                                   | 0                                   | 564.9            |

## Hidrología

### Red hidrográfica
Los cuerpos de agua considerados en esta categoría son:

### Caudales y régimen
El informe de la Dirección General de Aguas concluye que "todas las estaciones fluviométricas muestran un régimen nival y presentan sus menores caudales en el mismo período". Y continua, "Corresponde íntegramente a toda la hoya hidrográfica del río Elqui, incluyendo sus principales afluentes: río Claro, estero Derecho, río Cochiguaz, río Turbio, río La Laguna y río Del Toro. En todos estos cauces se observa un régimen nival, con los mayores caudales entre noviembre y febrero en años húmedos. En años secos los caudales tienden a ser más uniformes a lo largo del año, sin mostrar variaciones importantes. El período de estiaje ocurre en meses de invierno, en el trimestre dado por los meses de junio, julio y agosto."

### Glaciares
El inventario público de glaciares de Chile 2022 consigna un total de 361 glaciares en la cuenca, de los cuales 356 no tienen nombre. El área total cubierta es de 40,5 km² y se estima el volumen de agua almacenada en los glaciares en 0.443 km³.

## Balance hídrico

Brecha hídrica en 25 importantes cuencas de Chile.

## Clima

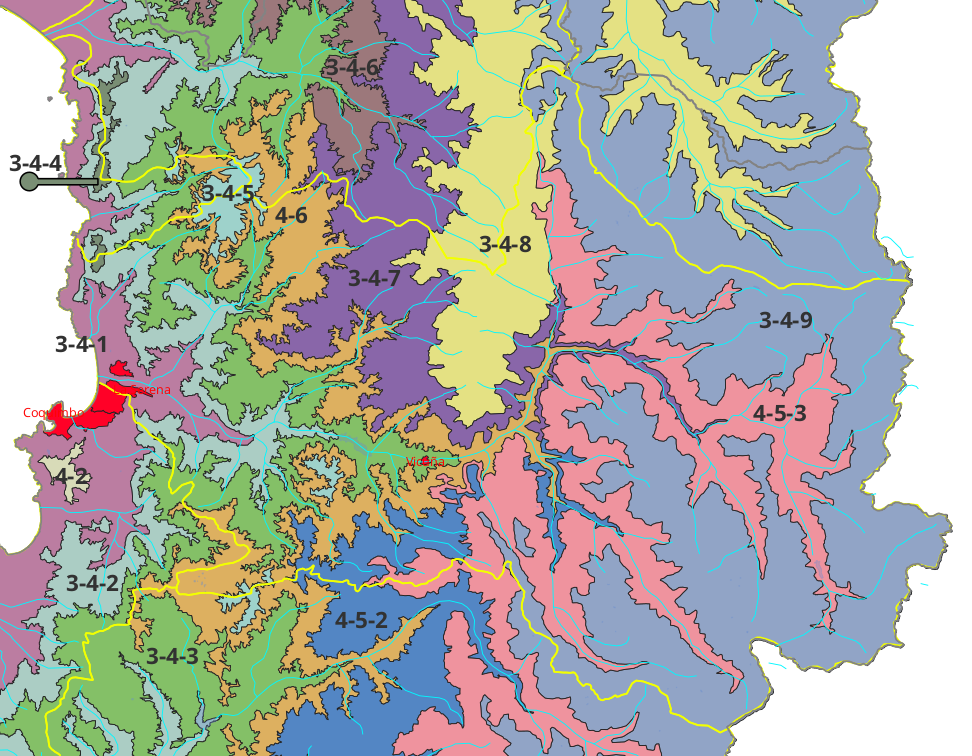
Distritos agroclimáticos en la cuenca según el Atlas agroclimático. En amarillo los límites de las cuencas, en gris los límites regionales. En rojo, las ciudades.

### Agricultura

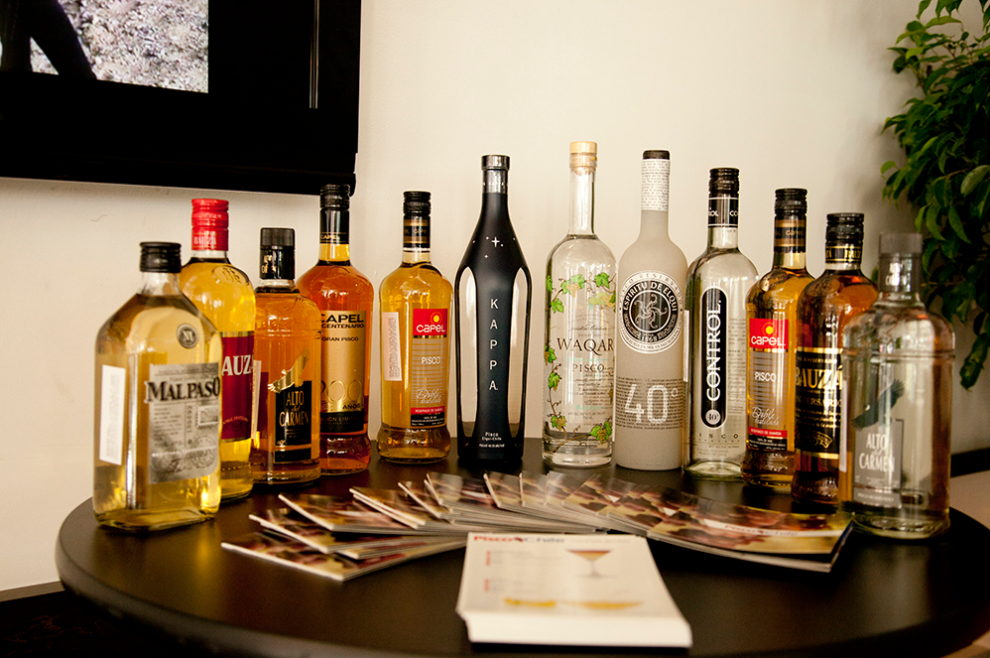
Piscos chilenos.